# Хэмилтон, Николас
Ни́колас Уи́льям Хэ́милтон (англ. Nicholas William Hamilton, род. 4 мая 2000 года, Лисмор, Новый Южный Уэльс, Австралия) — австралийский актёр и музыкант.

## Биография
Николас Хэмилтон родился 4 мая 2000 года в австралийском городе Лисмор.
С 2013 года он сыграл около 20 ролей в кино и на телевидении, в том числе в фильмах «Чужая страна», «Капитан Фантастик», «Тёмная башня», «Вечность между нами» и других. Наибольшую известность актёру принесла роль Генри Бауэрса в хорроре «Оно» и его продолжении.
Также Хэмилтон выступает как музыкант. В 2021 году он выпустил несколько синглов и дебютный мини-альбом Pretty Young.

## Фильмография
| Год  |     | Русское название                        | Оригинальное название                | Роль           |
| ---- | --- | --------------------------------------- | ------------------------------------ | -------------- |
| 2013 | кор | Время                                   | Time                                 | Джеймс         |
| 2013 | с   | Тайны острова Мако                      | Mako: Island of Secrets              | Бен            |
| 2013 | кор | Полоса                                  | The Streak                           | Дэйв в юности  |
| 2013 | кор | Кролик Джек                             | Jackrabbit                           | Джек Уоррен    |
| 2014 | кор | Длинные тени                            | Long Shadows                         | Нейтан Синклер |
| 2014 | кор | Письмо к Аннабель                       | Letter to Annabelle                  | Джек           |
| 2015 | ф   | Чужая страна                            | Strangerland                         | Том Паркер     |
| 2015 | кор | Одарённый                               | Gifted                               | Джоэл          |
| 2016 | ф   | Капитан Фантастик                       | Captain Fantastic                    | Реллиан        |
| 2016 | с   | Беглянки                                | Wanted                               | Джейми         |
| 2017 | ф   | Тёмная башня                            | The Dark Tower                       | Лукас Хэнсон   |
| 2017 | ф   | Оно                                     | It                                   | Генри Бауэрс   |
| 2019 | ф   | Опасная близость: Сражение при Лонгтане | Danger Close: The Battle of Long Tan | Ноэль Граймс   |
| 2019 | ф   | Оно 2                                   | It Chapter Two                       | Генри Бауэрс   |
| 2020 | ф   | Вечность между нами                     | Endless                              | Крис Дуглас    |
| 2021 | с   | С любовью, Виктор                       | Love, Victor                         | Чарли          |
| 2021 | с   | Королевский экшен                       | Action Royale                        | Трилби         |
| 2023 | ф   | Смело преодолевайте темноту             | Brave the Dark                       | Нэйтан Уильямс |
| 2023 | с   | Поколение «Ви»                          | Gen V                                | Маверик        |
| 2024 | с   | Прадипы из Питтсбурга                   | The Pradeeps of Pittsburgh           | Стю Миллс      |

## Награды и номинации
| Год  | Премия                         | Категория                              | Работа            | Результат |
| ---- | ------------------------------ | -------------------------------------- | ----------------- | --------- |
| 2017 | Премия Гильдии киноактёров США | Лучший актёрский состав в игровом кино | Капитан Фантастик | Номинация |

## Комментарии
1. ↑  Распространённый вариант Гамильтон.